# Deno
Deno是基於V8引擎和Rust語言所建立的JavaScript、TypeScript、WebAssembly執行環境，由Node.js的原始開發者瑞安·達爾所創造。達爾在2018年的演講「我爲Node.js感到後悔的十件事」中宣布了Deno。Deno在單個可執行檔中扮演執行環境和套件管理系統的角色，不需要將其分開。

## 歷史
Deno於2018年瑞安·達爾的演講「我爲Node.js感到後悔的十件事」中宣佈。在這場演講中，達爾提到他後悔Node.js的設計，例如沒有在API中使用JavaScript的Promise、GYP建構系統、省略文件的副檔名、node_modules與package.json、使用index.js進行模組解析、V8的沙盒環境等等。他在演講的最後提出了Deno的原型，Deno旨在透過如Protocol Buffers之類的序列化工具傳遞訊息來實現綁定系統的呼叫，並提供命令列介面來存取控制。
Deno初始版本是使用Go語言編寫，並使用Protocol Buffers來實作特權（Go）與非特權（V8）之間的序列化。然而因顧慮到雙重運行與垃圾蒐集，Go在不久後就被Rust取代。
爲了讓Deno擁有非同步的事件觸發環境，Tokio也被引進來取代原本的libuv。
Deno原本採用Flatbuffers以進行更快的零複製序列化與反序列化，在2019年4月發佈序列化的標準之後，2019年8月被移除。
2018年11月建立了一個以Go標準函式庫爲基底的標準函式庫，並提供了廣泛的工具，解決部分Node.js的dependency問題。
Deno於2020年5月13日正式發佈。
Deno Deploy，受Cloudflare Workers的启发，于2021年6月23日发布。 于2022年5月4日宣布Beta 4改进了仪表板并增加了计费功能。Deno Deploy预计在2022年第三季度正式发布。
Deno Fresh 1.0于2022年6月28日宣布。 它是一个新的全栈Web框架，用于Deno，它不向客户端发送任何JavaScript。该框架没有构建步骤，这使得部署时间可以提高一个数量级。1.1版本于2022年9月8日发布。
Deno SaaSKit beta于2023年4月4日宣布。 它是一个开源的、现代的SaaS模板，使用Fresh和Deno构建。

## 概覽
Deno目標是成爲對目前的工程師來說最具有生產力的的腳本環境。Deno強調事件觸發架構，並提供一套非阻塞IO與阻塞IO。
Deno可用於建立網頁伺服器、執行數學的運算等等。

### 與Node.js的比較
Deno與Node.js的相同之處：
1. 皆運行于V8上。
2. 擁有相同的事件循環。
3. 提供CLI讓使用者可以執行腳本語言。
4. 龐大的實用程式。

Deno與Node.js的不同之處：
1. 預設模組系統是使用ES Module，而不是CommonJS。
2. 使用URL載入本地端或遠端的dependencies。
3. 使用內建的套件管理器來抓取資源，因此不需要NPM。
4. 使用具有緩存機制的快照TypeScript編譯器，因此Typescript也能開箱即用。
5. 兼容具有廣泛Web API的瀏覽器。
6. 允許控制檔案系統與網路存取，以執行沙盒內的程式碼。
7. 重新利用Promise、ES6、Typescript來設計API。
8. 最小化核心API的大小，同時提供許多的標準函式庫，因此不需要再使用外部的dependencies。
9. 使用訊息傳遞通道來呼叫特權系統API。

## 範例

### Hello World
在这个JavaScript例子中，Hello [name]的信息被打印到控制台，代码确保所提供的名字是大写的。
命令: deno run hello-world.js
```
/**

 * hello-world.js

 */

function
 
capitalize
(
word
)
 
{

  
return
 
word
.
charAt
(
0
).
toUpperCase
()
 
+
 
word
.
slice
(
1
);

}

function
 
hello
(
name
)
 
{

  
return
 
"Hello "
 
+
 
capitalize
(
name
);

}

console
.
log
(
hello
(
"john"
));

console
.
log
(
hello
(
"Sarah"
));

console
.
log
(
hello
(
"kai"
));

/**

 * Output:

 *

 * Hello John

 * Hello Sarah

 * Hello Kai

 */

```

### Unix cat程序
在这个程序中，每个命令行参数都被假定为一个文件名，文件被打开，并打印到stdout（例如控制台）。
```
/**

 * cat.ts

 */

import
 
{
 
copy
 
}
 
from
 
"https://deno.land/std@0.167.0/streams/conversion.ts"
;

for
 
(
const
 
filename
 
of
 
Deno
.
args
)
 
{

  
const
 
file
 
=
 
await
 
Deno
.
open
(
filename
);

  
await
 
copy
(
file
,
 
Deno
.
stdout
);

  
file
.
close
();

}

```

运行该程序：
```
deno
 
run
 
--allow-read
 
https://deno.land/std@0.167.0/examples/cat.ts
 
/etc/passwd

```

### HTTP网络服务器
webserver.ts:
```
import
 
{
 
serve
 
}
 
from
 
"https://deno.land/std@0.167.0/http/server.ts"
;

const
 
port
 
=
 
8080
;

const
 
handler
 
=
 
(
request
:
 
Request
)
:
 
Response
 
=>
 
{

  
const
 
body
 
=
 
`Your user-agent is:\n\n
${

    
request
.
headers
.
get
(
"user-agent"
)
 
??
 
"Unknown"

  
}
`
;

  
return
 
new
 
Response
(
body
,
 
{
 
status
:
 
200
 
});

};

console
.
log
(
`HTTP webserver running. Access it at: http://localhost:8080/`
);

await
 
serve
(
handler
,
 
{
 
port
 
});

```

然后用以下方式运行这个：
```
deno
 
run
 
--allow-net
 
webserver.ts

```

## 融资
2021年3月29日，Deno Land Inc宣布成立，由Shasta Ventures、Mozilla 公司和其他一些公司提供数百万美元的支持。它的成立是为了进一步发展 Deno 并为用户提供商业服务。
一年后，Deno宣布再获得由红杉资本领投的2100万美元A轮融资。

## 外部鏈接
官方网站 （页面存档备份，存于）